# Hippolyte Flandrin
Jean-Hippolyte Flandrin (Lyon, 23 de março de 1809 – Roma, 21 de março de 1864) foi um pintor da França.

## Vida

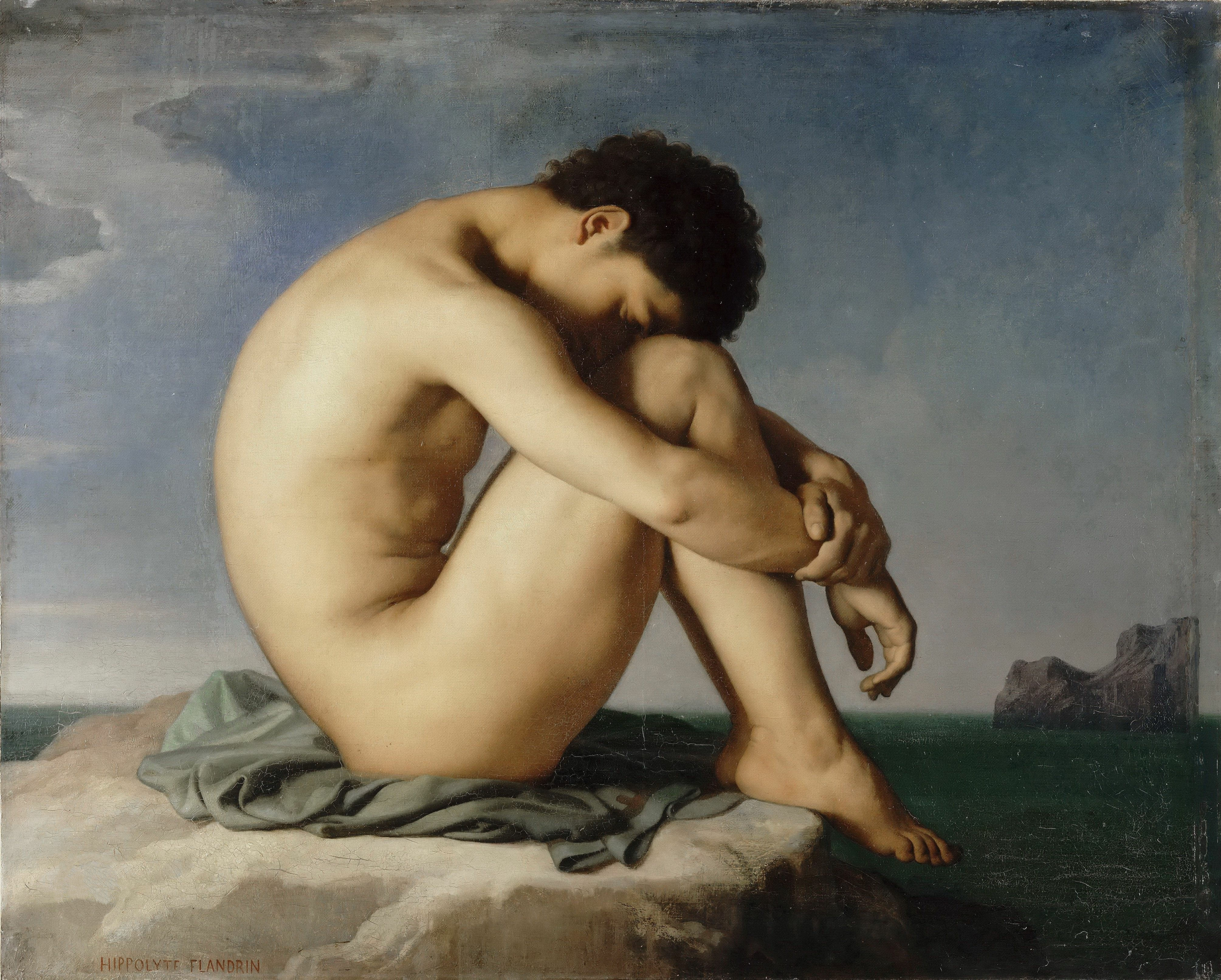
Jeune Homme Nu Assis au Bord de la Mer (1836)

Desde cedo mostrou interesse pela arte, mas seus pais queriam que ele se tornasse um homem de negócios. Tendo pouco treinamento, iniciou sua carreira como pintor de miniaturas. Em 1829 se mudou para Paris, estudando com Louis Hersent e depois com Ingres, tornando-se seu amigo e instrutor em seu atelier. Em 1832 ganhou o Prêmio de Roma e com isso a celebridade. Voltando a Paris em 1856 recebeu uma encomenda importante de pintar a capela de São João na igreja de S. Séverin, o que serviu para torná-lo ainda mais conhecido, assegurando-lhe uma clientela constante até o fim da vida, realizando numerosos retratos e pinturas murais. Foi eleito acadêmico em 1856 e em 1863 sentiu-se doente, transferindo-se para Roma a fim de buscar um clima mais ameno, mas lá contraiu varíola e veio a falecer.

## Galeria

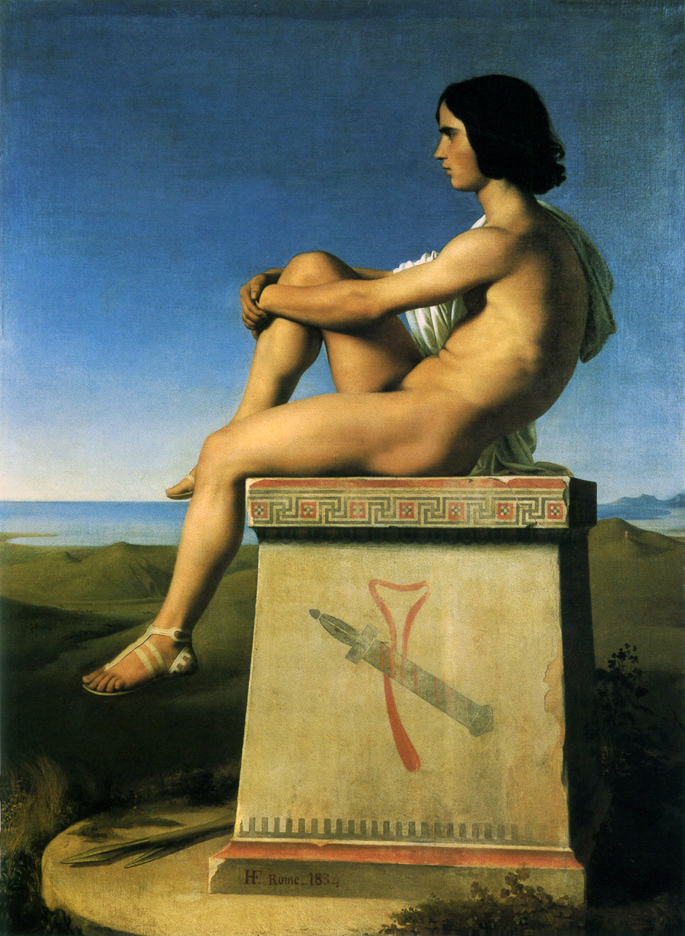
Polites, filho de Príamo, observando os movimentos gregos (1833-1834)
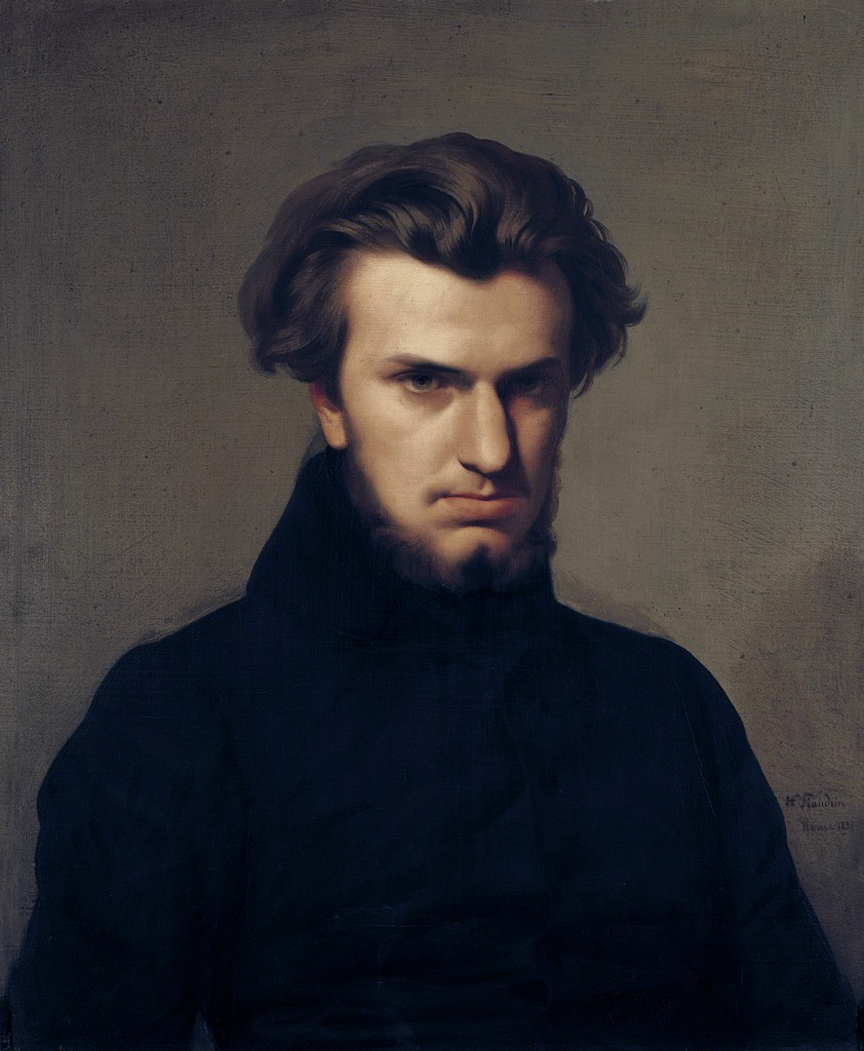
Ambroise Thomas (1834)
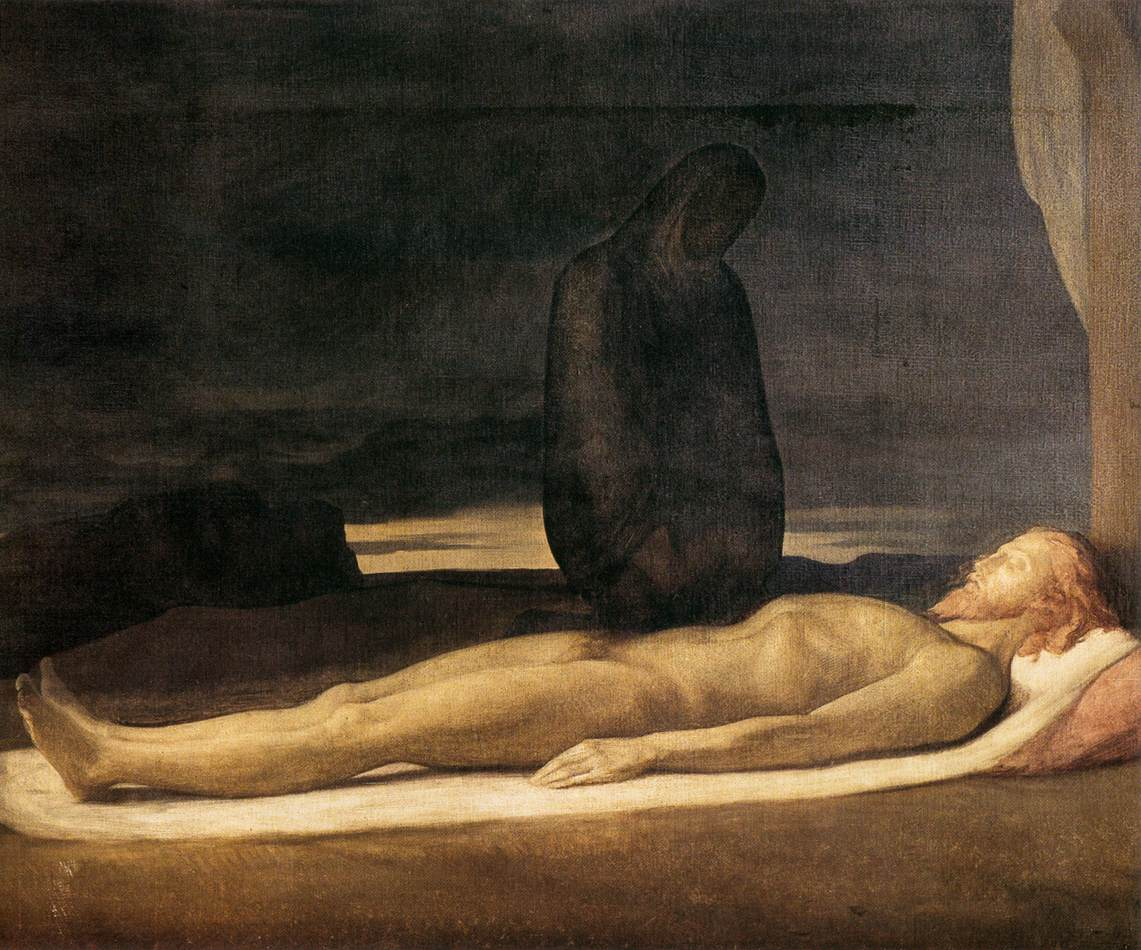
Pietà (c. 1842)
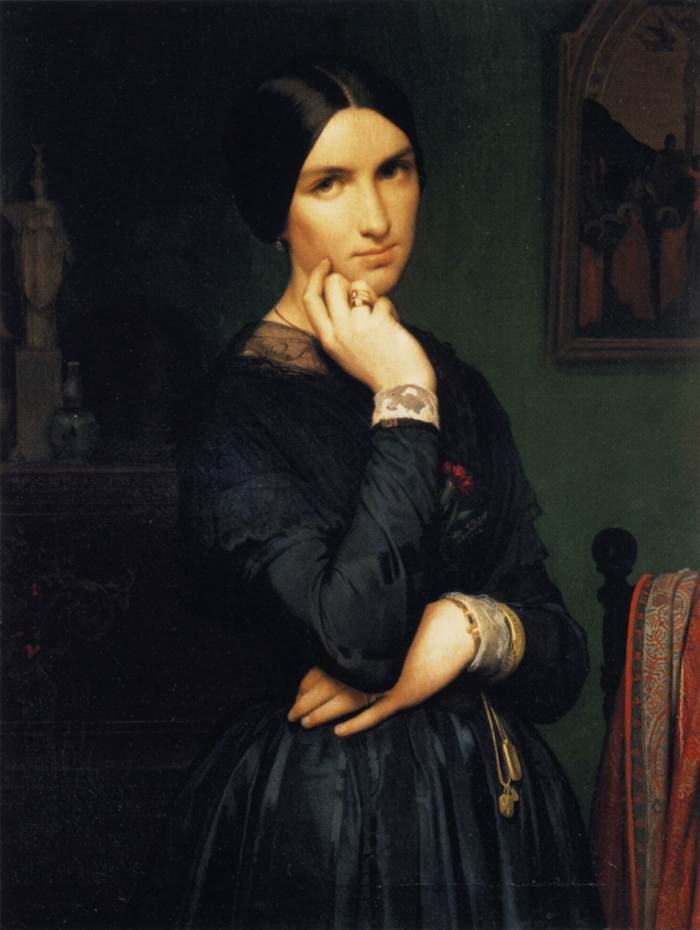
Madame Hippolyte Flandrin (1846)
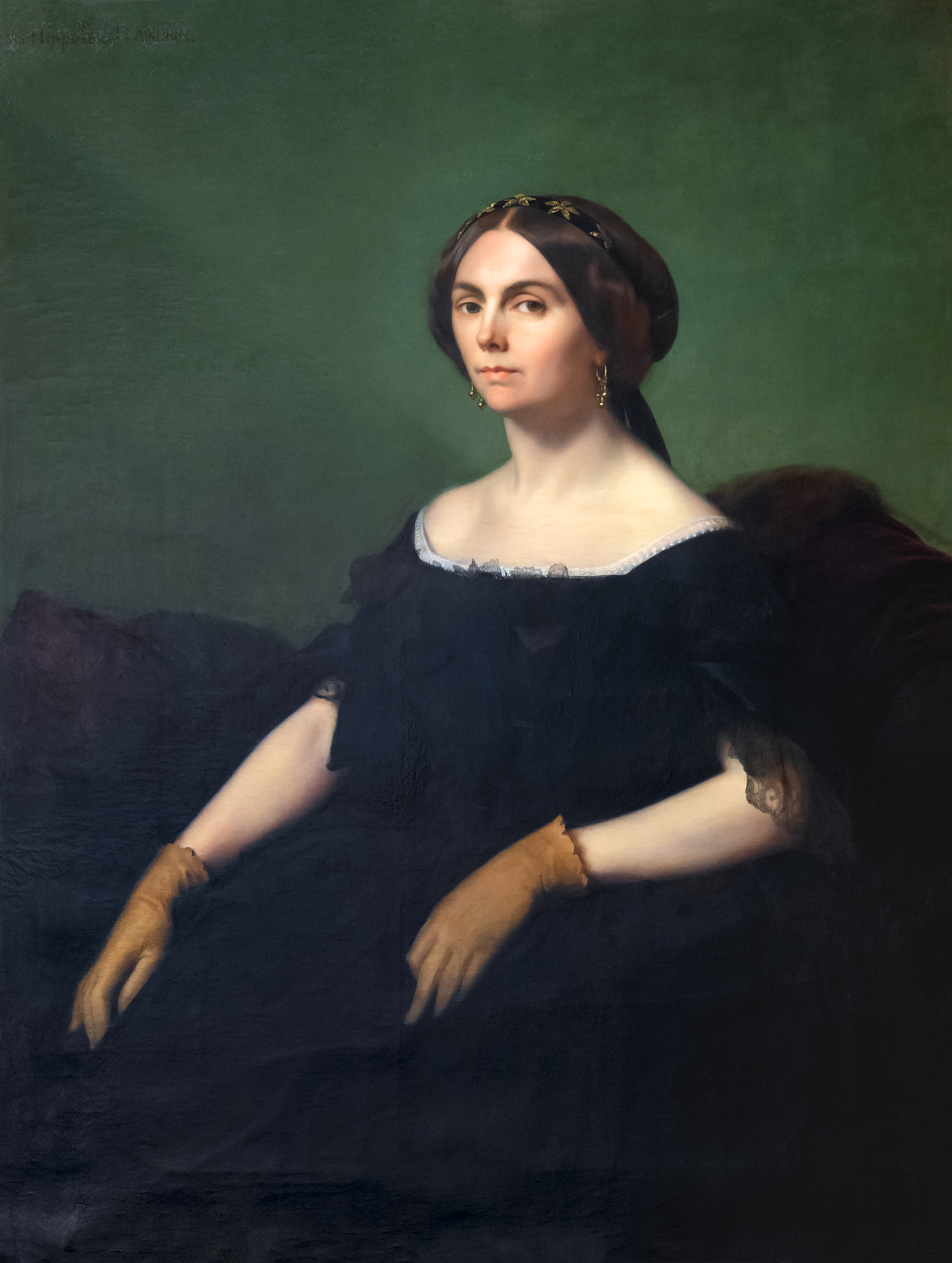
Condessa de Goyon (1853)
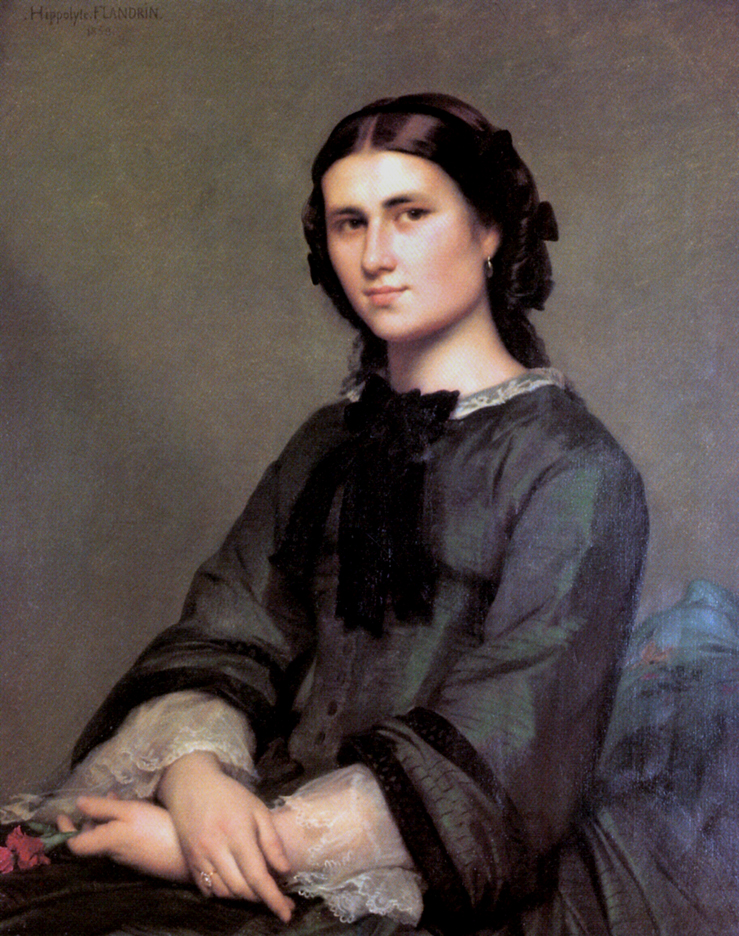
Mademoiselle Mathilde Maison (1858)
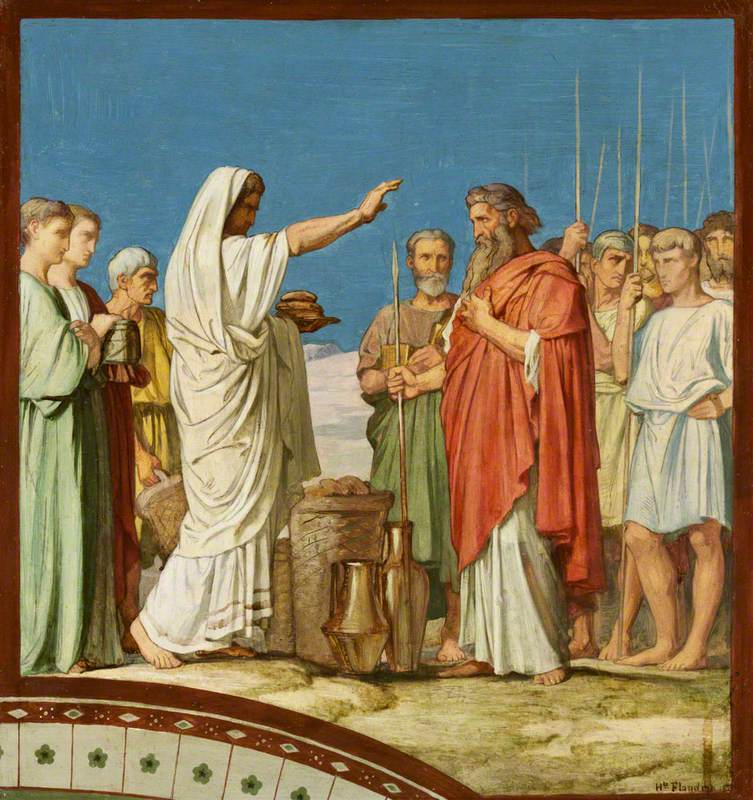
Melquisedeque abençoa Abraão (1859)
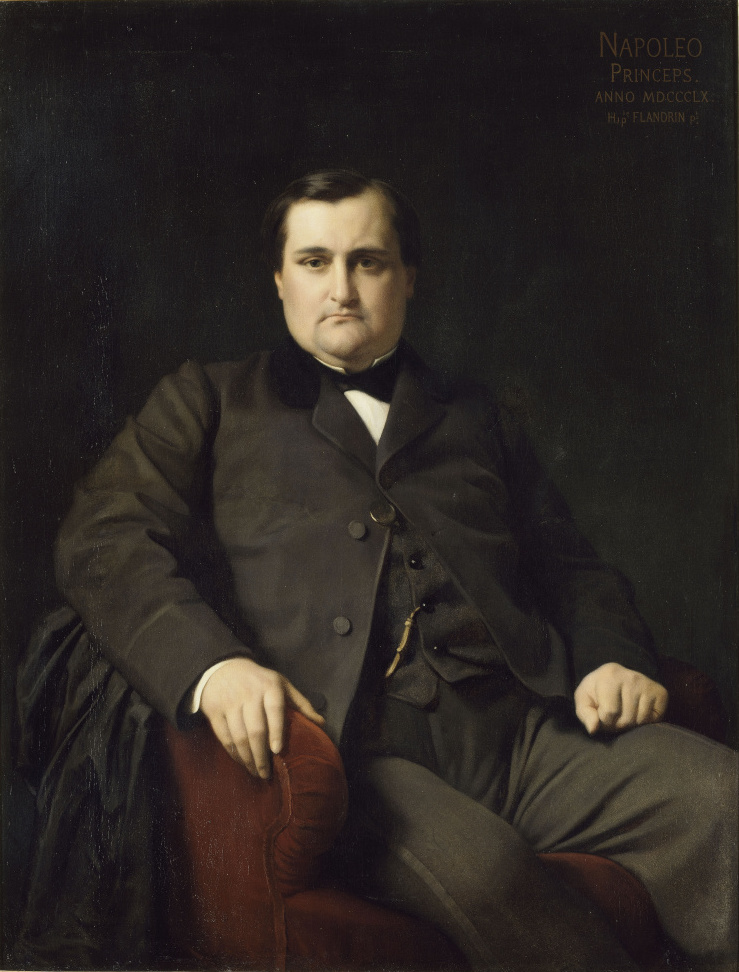
Joseph Charles Paul Bonaparte (1860)
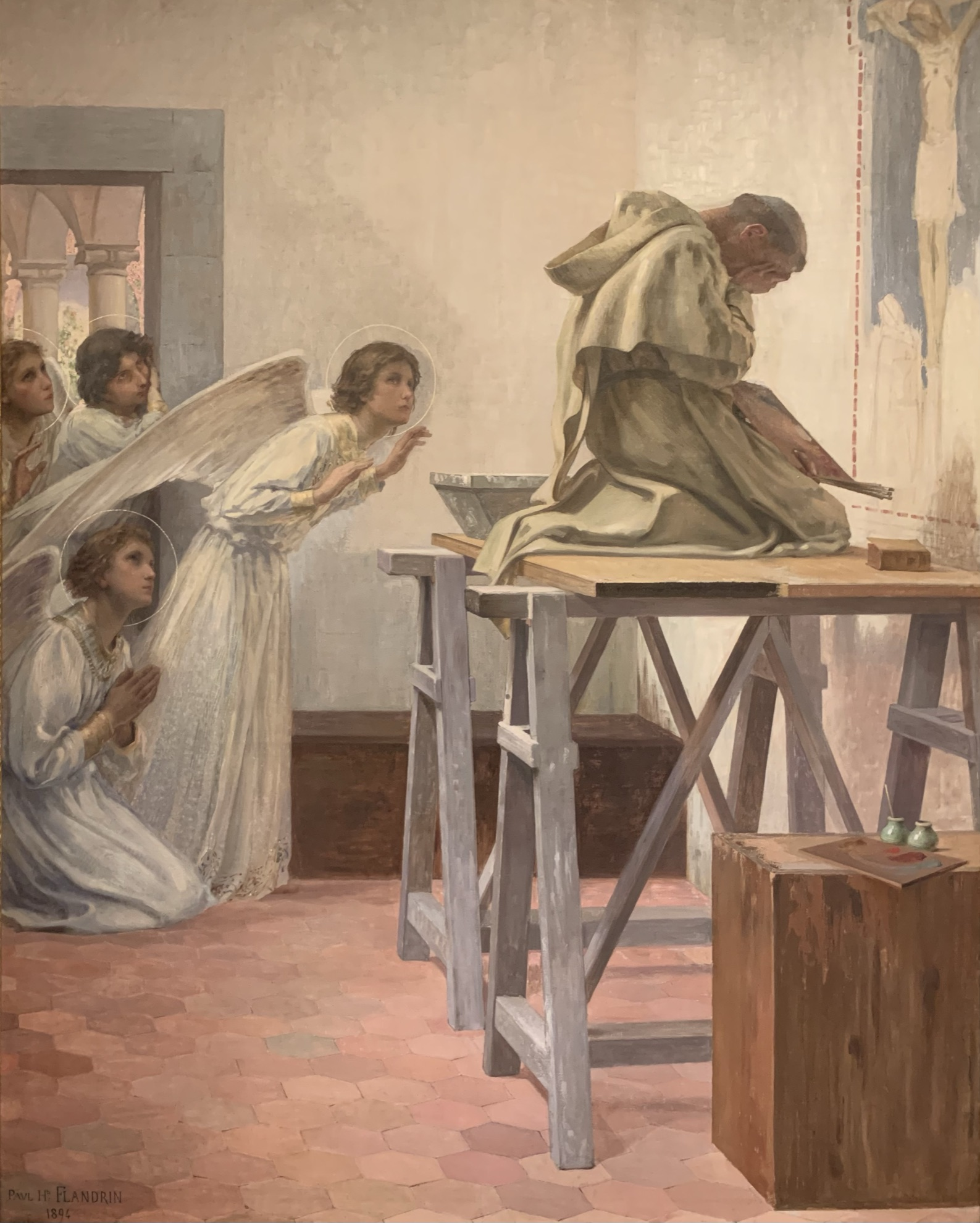
Fra Angelico Visitado pelos Anjos
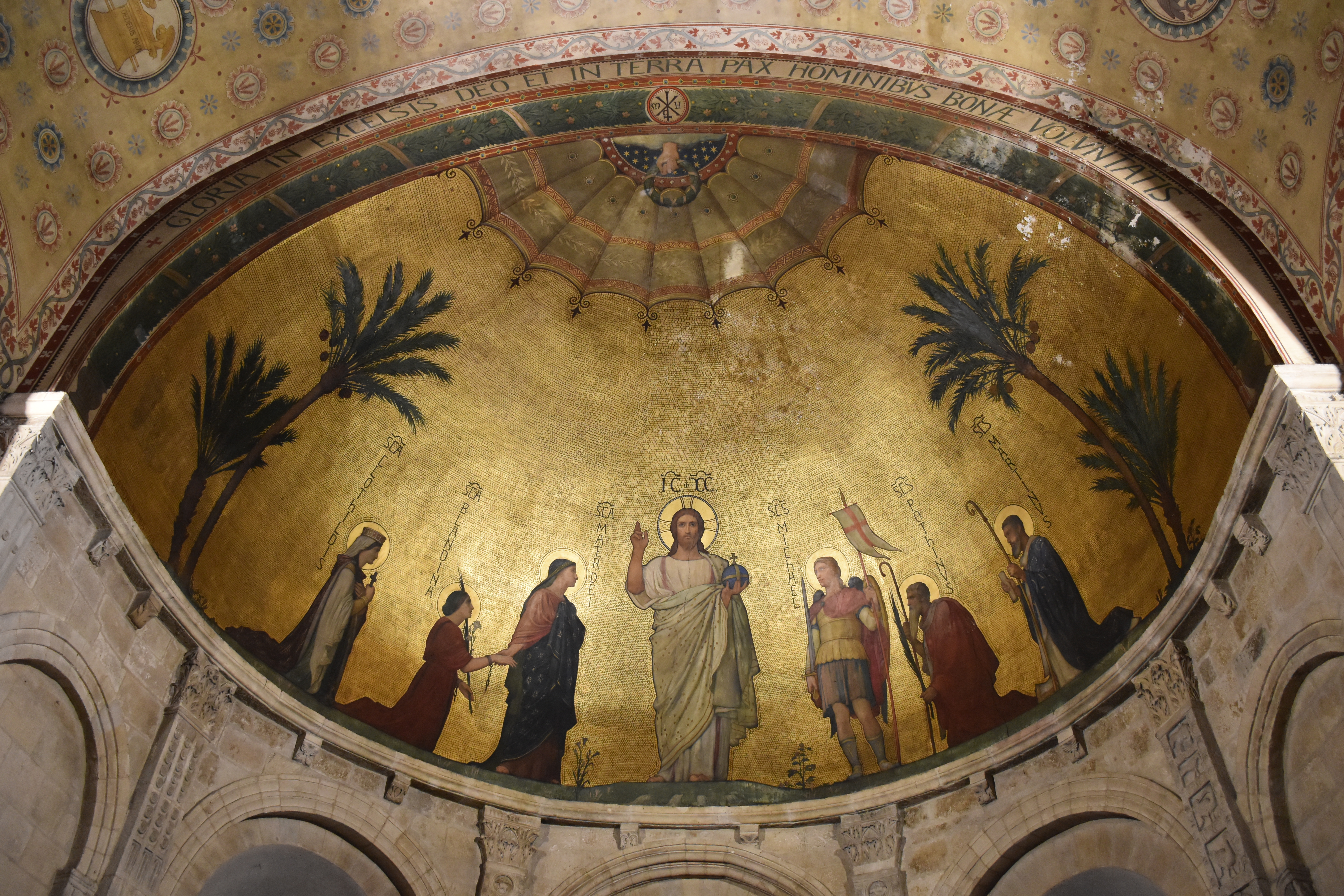
Cristo com a Virgem, São Blandine, São Clotilde, São Miguel Arcanjo, São Pothin e São Martinho (1855) Basilique Saint-Martin d'Ainay, Lyon.
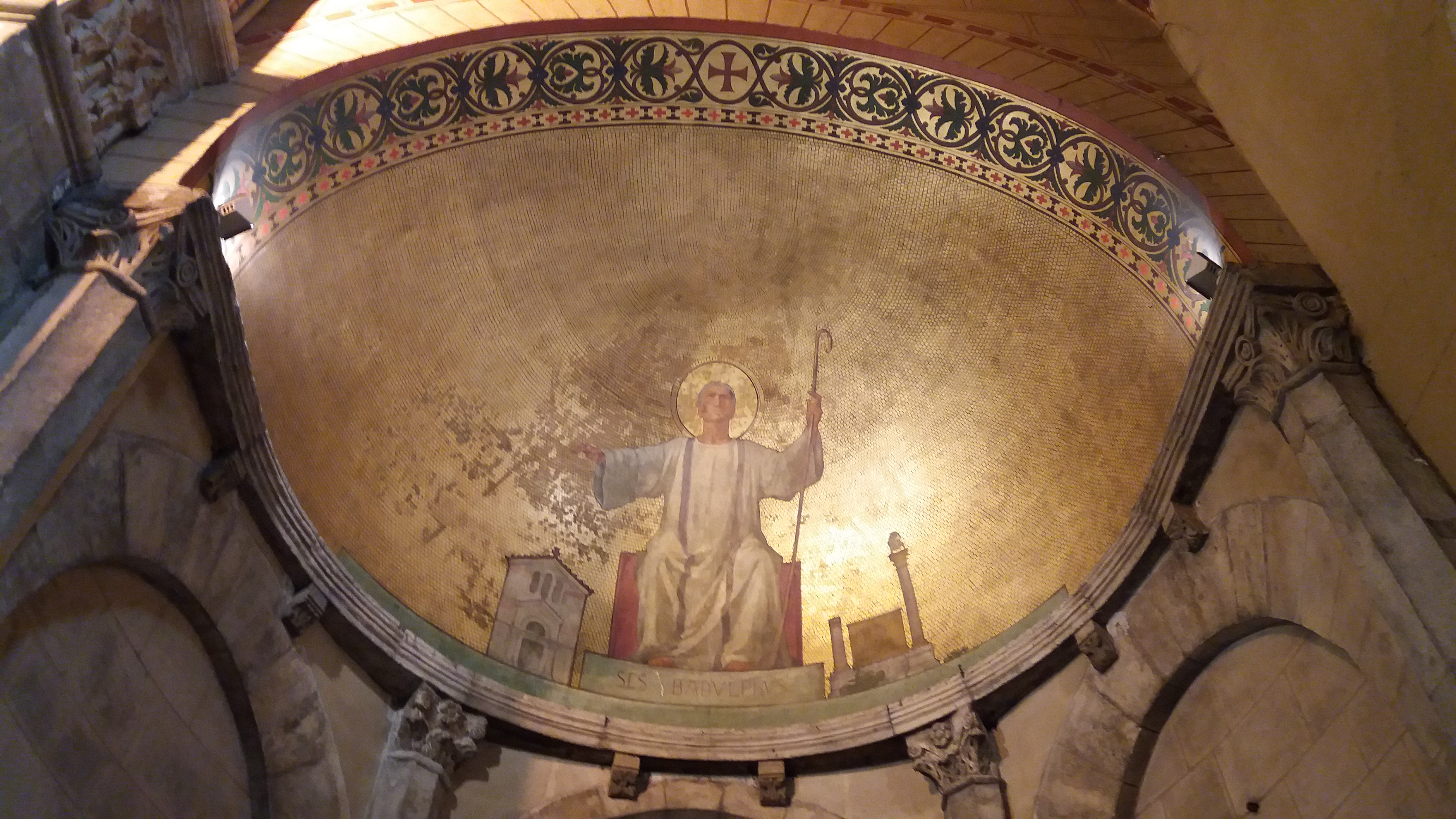
São Badulphe
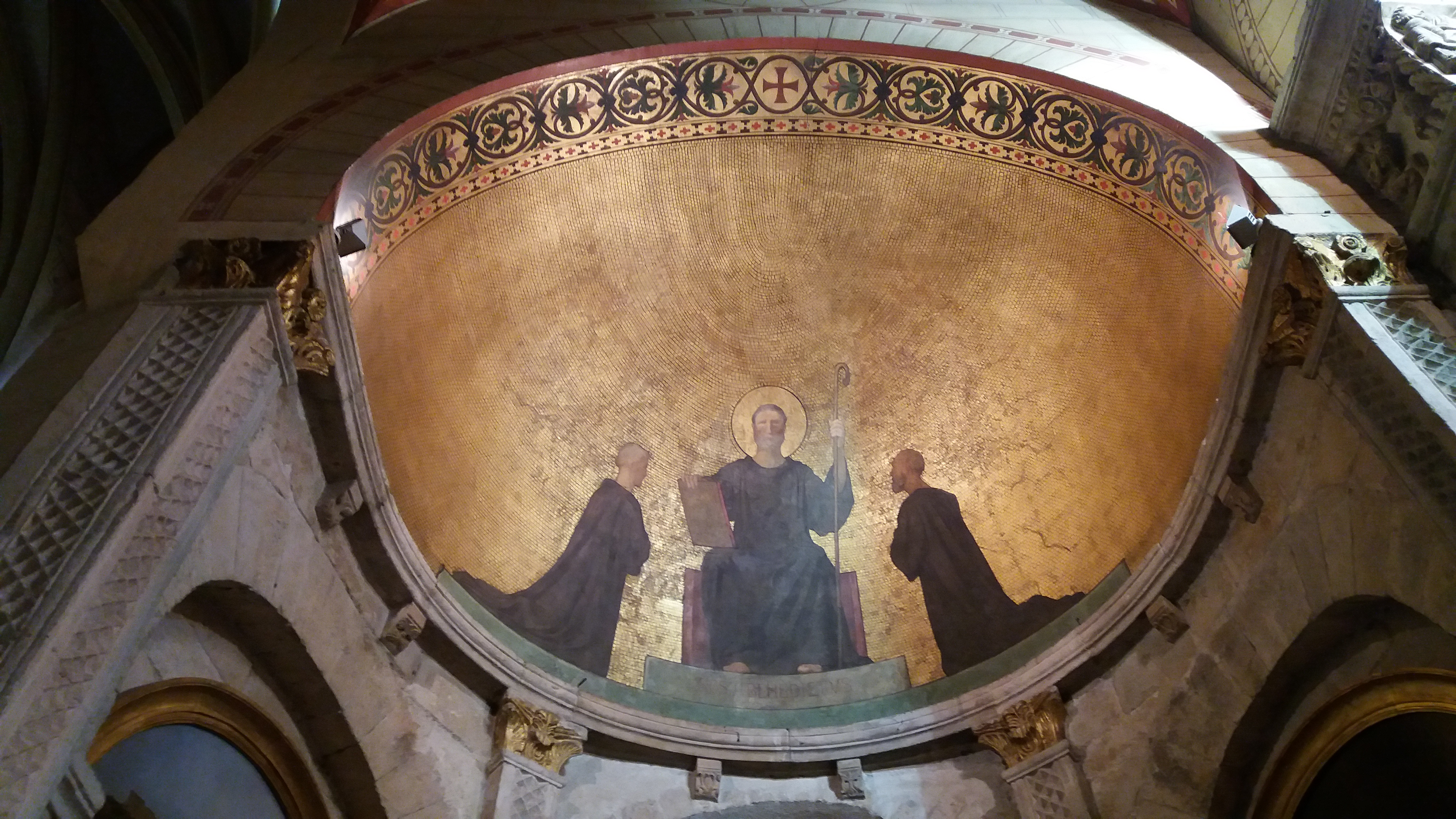
Apsidiole